# Diego Giovanni Ravelli
Diego Giovanni Ravelli, född 1 november 1965 i Lazzate i Lombardiet, är en italiensk romersk-katolsk titulärärkebiskop. Han utnämndes till påvlig ceremonimästare den 11 oktober 2021 och efterträdde därmed Guido Marini.